# 1669
Năm 1669 (Số La Mã:MDCLXIX) là một năm thường bắt đầu vào thứ Ba (liên kết sẽ hiển thị đầy đủ lịch) trong lịch Gregory (hoặc một năm thường bắt đầu vào thứ sáu của lịch Julius 10-ngày chậm hơn).

## Sự kiện
- 5 tháng 9: Candia đầu hàng, kết thúc Chiến tranh Crete (1645–1669)[1]

## Mất
- Ngao Bái, Mãn Châu đệ nhất dũng sĩ dưới thời vua Thuận Trị và Khang Hi
- Henrietta Maria
- Rembrandt